# 佐藤忠
佐藤 忠（SATO Chu、1966年 - ）は、金属を主体に幅広い彫刻作品を制作している。機械部品などをイメージさせるユニークな抽象形体に、鉄錆の風合いを生かした作品を制作。ドイツ留学後、ステンレスとスポンジを組み合わせた彫刻シリーズ[Red Game]を発表。2013年にポーラ美術館（神奈川）に作品を設置。

## 経歴
- 1966年 - 神奈川県に生まれる。
- 1991年 - 東京芸術大学美術学部工芸科卒業
- 1993年 - 東京芸術大学大学院美術研究科鍛金専攻修士課程修了
- 2006年 - 文化庁新進芸術家国内研修制度研修員
- 2008年 - 文化庁新進芸術家海外留学制度研修員　（ドイツ／ベルリン）
- 現在　-　神奈川県横浜市在住

### 展覧会歴
個展
- 1997年 - ギャラリーCoo(青山)
- 2000年 - ギャラリーなつか (銀座)
- 2001年 - ギャラリーなつか (銀座)
- 2003年 - ギャラリーなつか (銀座)
- 2004年 - 世田谷ギャラリー (梅ヶ丘)
- 2005年 - ギャラリーU (目黒)
- 2006年 - 村松画廊 (京橋)
- 2006年 - ギャラリーなつかb.p (銀座)
- 2007年 - 日本橋高島屋美術画廊 X (日本橋)
- 2007年 - ポラリス☆ジ・アートステージ (北鎌倉)
- 2009年 - ギャラリー揺 (京都)
- 2010年 - ギャラリーなつか (銀座)
- 2011年 - 日本橋高島屋美術画廊 X (日本橋)

グループ展
- 1988年　きゅっきゅっ展 (大倉山記念館/神奈川)
- 1990年　PARADOX CONCENTEATION展 (目黒美術館区民ギャラリー/東京)
- 1992年　第1回ソニー・アート・アーティストオーディション展 (横浜みなとみらい/神奈川)
- 1997年　女子美術大学助手作品展 (女子美術大学図書館ギャラリー/神奈川)
- 2003年　「あっほしい！新世代の作品」展 (ギャラリーなつかb.p/東京)
- 2003年　第39回神奈川県美術展 (神奈川県民ホール他/神奈川)
- 2005年　第23回日本金属造型作家展 (神奈川県民ホール)
- 2006年　あしがら里山アート展 (神奈川県大井町)
- 2006年　「despositors meeting」展 (Art & river bank/東京)
- 2008年　「彫刻家からの贈り物」展 (エクリュの森/静岡)
- 2008年　OAP彫刻の小径「空と風と水と」 (アートコートギャラリー/大阪)
- 2008年　「画廊からの発言小作品」展 (ギャラリーなつかb.p/銀座)
- 2009年　「未来へのタカラモノ」展 (高島屋美術画廊/東京・新宿・大阪・京都)
- 2010年　「彫刻家からの贈り物」展 (伊佐沼工房/川越)
- 2011年  横浜美術大学教員作品展（横浜美術大学ギャラリー／神奈川）
- 2012年　「新生2012 ｖｏｌ．３」展（ギャラリーなつか）
- 2012年　「SCULPTURE展」OKUSAWA-CADD／東京
- 2012年　 アートフェア「ART KYOTO 2012」／京都
- 2012年　 YEAR-END EXHIBITION OF MINI・SCULPTUERS （ギャラリーせいほう／銀座）
- 2012年　 View's view small size works （ギャラリーなつか／京橋）
- 2013年　 「彫刻家からの贈り物展 Ⅲ」（Bunkamura Box Gallery/東京）
- 2013年　 YEAR-END EXHIBITION OF MINI・SCULPTURES（ギャラリーせいほう/東京）
- 2013年　 アートフェア東京2013（東京国際フォーラム/東京）

### 教育活動・社会活動
- 2005年 多摩美術大学工芸科メタルコースにて特別講義
- 2006年 東北芸術工科大学美術科彫刻にて特別講義
- 2009年 京都造形芸術大学立体造形コースにて特別講義
- 2012年 東京芸術大学鍛金研究室にて集中講義
- 2013年 東京芸術大学彫刻研究室にて集中講義
- 2014年 金沢卯辰山工芸工房（金工）にて講義